# NJPW Destruction
NJPW Destruction est un pay-per-view annuel de la New Japan Pro Wrestling (NJPW) disponible uniquement en paiement à la séance, via Ustream et via New Japan Pro Wrestling World (depuis 2015), le service de streaming de la fédération. Il a eu lieu pour la première fois en novembre 2007. Depuis 2012, cet évènement se déroule en septembre chaque année à Kobe. Des shows additionnels se déroulent depuis 2014 à Okayama.